# CS BAAN
CSバーン（シーエス・バーン、CS BAAN）は、通信衛星「JCSAT」を通じて行われたアナログCS衛星放送サービスであり、ケーブルテレビへの番組供給サービスも行っていた。受託放送事業者は日本サテライトシステムズ（現・スカパーJSAT）、プラットフォーム事業者はサテライト放送センター。

## 概要
1992年、JCSAT-2号機（東経154度）を使用してCSアナログ放送を開始。スクランブルはWOWOWと同じコアテック方式を採用していたため、CSアナログチューナとWOWOWデコーダーがあれば、テレビ放送そのものは視聴可能だった。コアテック方式デコーダを内蔵したCSアナログチューナ(IRD)も各社より発売されていた。
1996年、パーフェクTV!（現・スカパー!）が放送開始。CSバーンの加入者に無償でパーフェクTV!チューナを配布して移行。1998年3月31日に放送終了した。なお、パーフェクTV!が開始された当初は、5チャンネルセットの「CSバーンセット」も販売されていた（※現在は販売終了）。

## 放送サービス
テレビ放送は奇数チャンネル（水平偏波）、CS-PCM音声放送は偶数チャンネル（垂直偏波）を使用していた（ちなみに、スカイポートTVは垂直偏波を使用していた）。

またJCSAT-2は、スカイポートTVが使用していたSUPERBIRD Bよりも通信利用が多かったため、放送用のチャンネルに通信サービスの利用者が引き続き利用していて、空きチャンネルが少なかったのが特徴的であった。
- J-1:スペースシャワーTV
  - 1992年6月　株式会社スペースシャワーによりサービス放送開始。
  - 1992年10月1日　有料放送開始。
  - 1997年3月1日　株式会社スペースシャワーネットワークが承継（株式会社スペースシャワーは会社清算）。
- J-2:（通信サービスで使用していたため使用不可）
- J-3:（通信サービスで使用していたため使用不可）
- J-4:（通信サービスで使用していたため使用不可）
- J-5:スポーツ・アイ→スポーツ・アイ ESPN（現・J sports 3）
  - 1992年10月1日　株式会社ジャパンスポーツチャンネルより有料放送開始[注釈 2]。
  - 1996年10月1日　チャンネル名を「スポーツ・アイ ESPN」に変更。
- J-6:PCMジパング／ニッポンミュージックコングレス（現・ミュージックバード）
- J-7:（衛星劇場→）スカイ・A（現スカイA）
  - 1994年4月1日　株式会社サテライト エー・ビー・シー（現・株式会社スカイ・エー）により有料放送開始。
  - 1996年4月1日　チャンネルをJ-9→J-7に変更※。
- J-8:ミュージックバード／サテライトミュージック（現・ミュージックバード）
- J-9:（スカイ・A→）衛星劇場→シネマジャパネスク
  - 1992年12月1日　衛星映画演劇放送株式会社（→株式会社衛星劇場、現・松竹ブロードキャスティング株式会社）によりサービス放送開始。
  - 1993年4月1日　有料放送開始。
  - 1996年4月1日　チャンネルをJ-7→J-9に変更※。
  - 1997年10月1日　チャンネル名を「シネマジャパネスク」に変更。[注釈 3]。
- J-10:（空き）
- J-11:BBCワールド（現・BBCワールドニュース）
  - 1994年8月1日　株式会社サテライトニュース（現・BBCワールド ジャパン株式会社）により有料放送開始。
- J-12:（通信サービスで使用していたため使用不可）
- J-13:（通信サービスで使用していたため使用不可）
- J-14:（通信サービスで使用していたため使用不可）
- J-15:（通信サービスで使用していたため使用不可）

※衛星劇場とスカイ・Aは末期にチャンネルを交換した（放送開始当初：J-7=衛星劇場、J-9=スカイ・A）。これは当時、スカイ・Aのスポーツ中継を放送局舎からではなく、移動中継車から直接衛星へ電波を発射して送り込んで放送する方法が多く用いられた為、少しでも周波数が低い方が有利だったからである。

## 通信番組供給サービス
公営競技のレース中継映像の配信を行っていた以下の2チャンネルは放送として認められず、電話投票会員向けの通信扱いとなったものの、CSバーンが受け付け業務を行っていた。
- レジャーチャンネル
- グリーンチャンネル

## CS BAAN以外の通信サービス
JCSAT-2では、スクランブルのかからない通信チャンネルやコアテック方式スクランブルを採用した通信チャンネルも配信していたが、これらは会員になることで一般でも視聴可能であった。ケーブルテレビ向けのチャンネルの多くは後にパーフェクTV!およびその後身サービスに移行し、2023年現在も放送している。
- ノースクランブル（ノンスクランブル）と一部スクランブルで配信されたチャンネル
  - 2ch 阿含チャンネル（日本宗教衛星放送）／Cチャンネル（回線リセールにより同一chを使用）
  - 3ch スカイネットコミュケイションズ東京（中継回線）
  - 4ch NSN日経サテライトニュース（現・日経CNBC）→ 後にJCSAT-3に移行
  - 5ch ケイリンチャンネル（放送用、現・SPEEDチャンネル）
  - 6ch スターコミュニケイションズ東京／ダイヤモンドチャンネル・クライマックスチャンネル（コアテック方式スクランブル／廃局）／デンタルチャンネル（D-ch）※回線リセールにより同一chを使用。
  - 7ch デジタルペロペロ24（現・デジペロチャンネル　ホテル向け通信で独自方式デジタルスクランブル）
  - 8ch グリーンチャンネル（※有料化後はコアテック方式スクランブル）
  - 9ch チャンネルNECO（にっかつ映像コミュニケーションズ。現・日活株式会社　衛星メディア事業部）[注釈 4]
  - 10ch ビデオサット1→SUPL（現・SNET）→衛星ネットワーク／レインボーチャンネル（M方式スクランブル）／イベントネットワーク（JVSN）※回線リセールにより同一chを使用。
  - 11ch 東進ハイスクール（M方式スクランブル、講義配信用）
  - 12ch サテライトアップリンク（SUPL）※地球局は目黒と青山／鹿島建設（企業内通信）／天理教（通信用）※回線リセールにより同一chを使用。
  - 13ch JS-LINK TOKYO（ジャパンスペースリンク東京／大阪 → 東京地球局は御茶ノ水の旧日立製作所本社内）／レモンチャンネル（株式会社ネオサテライトビジョン、現・キッズステーション）／ミッドナイトブルー（M方式スクランブル→コアテック方式スクランブル） ※回線リセールにより同一chを使用。
  - 14ch 代々木ゼミナール（講義配信用）
  - 15ch ケイリンチャンネル（中継用回線）
  - 16ch ハイテクシャワーTV／ニッケンサテライト（日建学院講義配信用、B-MAC方式スクランブル）／工務店チャンネル
  - 16ch 囲碁・将棋チャンネル（ニッケンサテライト、サテライトカルチャージャパン株式会社（現・株式会社囲碁将棋チャンネル））
  - 17ch ホーサット／JFN（中継、配信用回線）
  - 21ch やまびこチャンネル（福祉向け配信）
  - 27ch NTT（B-MACスクランブル、中継用回線）
  - 29ch JCSAT-2 テスト回線
  - 30ch ビデオサット2→SUPL→衛星ネットワーク（B-MAC方式スクランブル）／日本生命（企業内通信、B-MAC方式スクランブル）
  - 31ch NTT（TV素材送り回線 NTT方式スクランブル）
  - 32ch NTT（TV素材送り回線 NTT方式スクランブル）

- NTT方式スクランブルチャンネル
  - NTT中継回線 – 国内のテレビ各局が、回線リセールによって使用していた。

※M方式スクランブル：松下電器産業（現・パナソニック)が開発。
※コアテック方式：コンディショナル・アクセス・テクノロジー研究所(CAS)が開発。運用は財団法人放送セキュリティーセンター（現・一般財団法人放送セキュリティセンター)
※B-MAC方式：サンエンティフィック・アトランタ(SA)が開発。
※NTT方式：日本電信電話(NTT)通信研究所が開発。